# Фотоаппарат прямого визирования
Фотоаппара́т прямо́го визи́рования — разновидность фотоаппарата, в котором контроль изображения осуществляется непосредственно в фокальной плоскости объектива, без какого-либо видоискателя. 

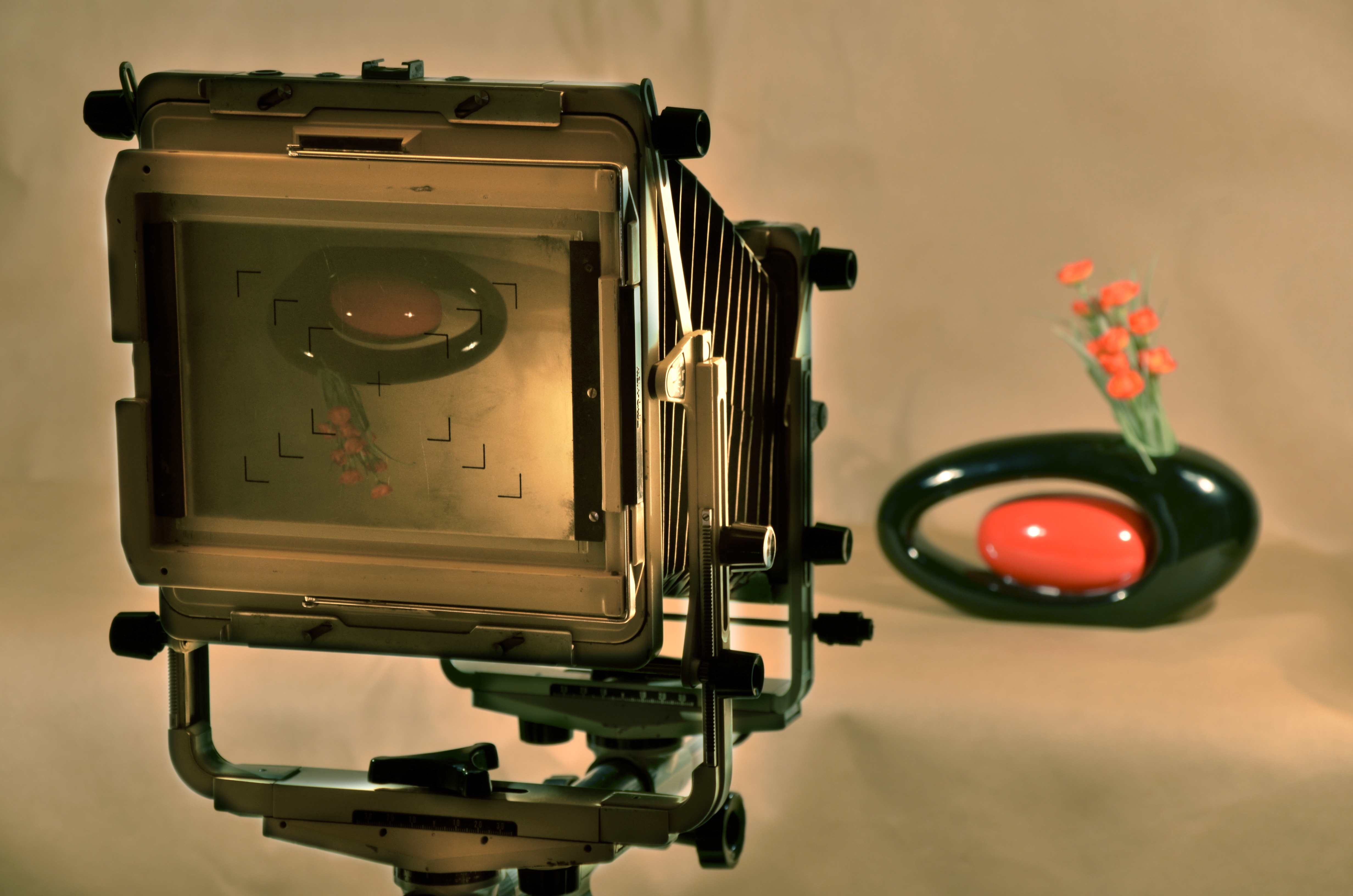
Изображение на матовом стекле фотоаппарата прямого визирования

Для этого на место фотоматериала или фотосенсора устанавливается матовое стекло, на котором объектив строит перевёрнутое действительное изображение. После кадрирования и фокусировки матовое стекло заменяется кассетой с фотоплёнкой или цифровым задником, на которые осуществляется съёмка. Главное преимущество прямого визирования заключается в полном отсутствии какого-либо параллакса и совпадении зоны резкого отображения в любой точке кадра. Примером фотоаппаратов прямого визирования могут служить советские камеры типа «ФКД» или «Ракурс».

## Технические особенности
Фотоаппараты этого типа появились самыми первыми ещё во времена дагеротипии, и стали дальнейшим развитием камеры-обскуры. Они оставались единственным типом фотоаппаратуры вплоть до появления сухих броможелатиновых фотопластинок, позволивших вести съёмку на моментальных выдержках без штатива. Конструкция фотоаппарата прямого визирования предельно проста, и состоит из двух прямоугольных стенок, соединённых фокусировочным мехом. В центре передней стенки установлен объектив, а задняя выполнена в виде рамки с кадровым окном. С помощью специальных салазок к задней стенке крепятся матовое стекло или кассета с фотоматериалом. Салазки служат для быстрой замены матового стекла кассетой, и предотвращают сдвиг фотоаппарата после кадрирования. Кассета и матовое стекло подгоняются таким образом, чтобы плоскости матированной поверхности стекла и фотоэмульсии занимали одно и то же положение относительно объектива для точной фокусировки. Из-за недопустимости смещения во время замены матового стекла кассетой, фотоаппараты этого типа непригодны для съёмки с рук, и требуют установки на штатив.
Подвижное соединение передней и задней стенок, которые чаще называют «досками» или «стандартами», позволяет перемещать их друг относительно друга, при сохранении светонепроницаемости благодаря меху. Для этого обе стенки крепятся на общем основании с помощью шарниров, которые могут стопориться специальными зажимами. Перемещением и наклоном досок осуществляют подвижки, позволяющие исправлять перспективные искажения и менять положение резко изображаемого пространства. Одна из стенок может крепиться к основанию с помощью реечного механизма для фокусировки объектива. С небольшими изменениями камеры прямого визирования используются до настоящего времени для студийной, архитектурной и некоторых других видов фотографии, допускающих съёмку со штатива. Большинство современных фотоаппаратов этого типа являются крупноформатными и представлены несколькими разновидностями: карданные, дорожные, пресс-камеры и технические. Почти ни один из них не оснащается никакими вспомогательными устройствами, даже затвор не считается штатным узлом и может отсутствовать. Исключение составляют пресс-камеры, почти всегда имеющие встроенный фокальный затвор и дополнительную визирно-дальномерную систему.